# ليون دي فينتر
ليون دي فينتر (بالهولندية: Leon de Winter) (و. 1954  م) هو منتج أفلام، وكاتب، وكاتب العمود، ومخرج أفلام، وكاتب سيناريو هولندي، ولد في سيرتوخيمبوس.

## التعليم
تعلم في Netherlands Film Academy ‏.

## جوائز
حصل على جوائز منها:
- ميدالية روبر روزنزفايغ  [لغات أخرى]‏ (2006)
- جائزة رينا برينسن جيرليجز  [لغات أخرى]‏ (1979).

## وصلات خارجية
- ليون دي فينتر على موقع IMDb (الإنجليزية)
- ليون دي فينتر على موقع مونزينجر (الألمانية)
- ليون دي فينتر على موقع ألو سيني (الفرنسية)
- ليون دي فينتر على موقع ميوزك برينز (الإنجليزية)
- ليون دي فينتر على موقع أول موفي (الإنجليزية)
- ليون دي فينتر على موقع قاعدة بيانات الأفلام السويدية (السويدية)
- ليون دي فينتر على موقع ديسكوغز (الإنجليزية)
- ليون دي فينتر على موقع كينوبويسك (الروسية)